# Kereked
Kereked (szerbül: Krčedin, Крчедин) település Szerbiában, a Vajdaságban, a Szerémségi körzetben, Ingyia községben.

## Demográfiai változások
| 1948 | 1953 | 1961 | 1971 | 1981 | 1991 | 2002 |
| ---- | ---- | ---- | ---- | ---- | ---- | ---- |
| 2810 | 2799 | 3167 | 3134 | 2877 | 2852 | 2878 |